# Virgil Simonescu
Virgil Simonescu (n. 5 aprilie 1881, Gladna Română, România – d. 2 ianuarie 1941) a fost un pictor academic și critic de artă român.
Părinții săi au fost Leon Simonescu, brigadier silvic, și soția lui, Maria.
Clasele primare le-a absolvit în comuna sa natală, iar cele liceale le-a urmat la liceul săsesc din Sibiu, la cel din Orăștie și la cel de stat din Lugoj, unde în anul 1902 a luat și bacalaureatul. Încă elev al liceului din Lugoj, și-a dovedit talentul prin câteva portrete foarte reușite făcute după natură și fotografii. Sfătuit de intelectualii români lugojeni tânărul absolvent de liceu Virgil Simonescu s-a decis să se dedice artei picturii. În toamna anului 1902 a participat la concursul de admitere la Academia de Arte Frumoase din München, fiind unul din cei 22 admiși din 54 de concurenți. Studiile au durat 4 ani, avându-i ca profesori pe Karl Raupp, Martin von Feuerstein și Julius Diez și specializându-se mai ales în pictura eclesiastică bizantină, absolvind în vara anului 1906. Cursurile la Academia de Arte Frumoase din München i-au fost finanțate, printre alții, de notarul public Mihail Bejan pentru care pictorul trebuia să realizeze copii (reproduceri) după tablouri de Rubens, Van Dyck, Rembrandt, Tizian etc.
Student fiind a colaborat la revista Luceafĕrul, pe care o scotea Octavian Goga la Budapesta.
Întors în țară, a predat desenul la Liceul „Coriolan Brediceanu” din Lugoj, deschizând și o școală de pictură în clădirea teatrului. Printre elevii săi se numărau și Aurel Ciupe (1900-1988), pe atunci elev în liceul din Lugoj, dar și mai tânărul Ștefan Szönyi din Banloc (1913-1967). Condițiile grele ale vremii și nepăsarea publicului din orașul provincial au dus la sistarea activităților după doar un sezon.
În picturile sale, a adus clasicismului unele rectificări de tehnică și cromatică, adaptând în cadrul normelor academice un desen mai vioi și un colorit mai deschis, dând mai multă luminozitate tablourilor.

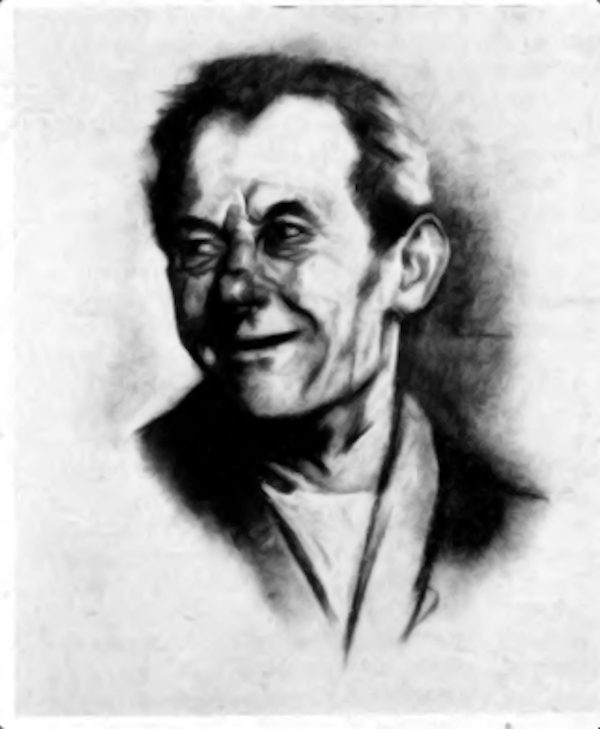
Portret de bărbat

Virgil Simonescu este considerat discipolul demn al regretatului Octavian Smigelschi
În anii 1907—1908 a pictat bisericile din Boldur, Gruini și Mehadia. Din modestele câștiguri, realizate cu aceste lucrări, a întreprins în intervalele libere ale acestor ani călătorii de studii prin orașele: Veneția, Paris, Düsseldorf, Berlin, Leipzig, Viena, etc.
În anul 1910 a pictat iconostasul Bisericii greco-catolice din Timișoara, după care pictat în întregime sau în parte (iconostase) bisericile din Făget, Buziaș, Voivodinț, Vârșeț, Vlaicovăț, Bocșa Română, Reșița, Coșteiu Mic, Ferendia, Șușanovița, Măgura, Sohodolul Branului etc.
Virgil Simonescu a realizat în perioada 1908-1910 prima pictură a bisericii "Adormirea Maicii Domnului" din orașul Făget iar în anul 1911 a pictat în stil neo-bizantin iconostasul din lemn al bisericii din Șanovița, Timiș.
La 6 iulie 1924 s-a încheiat un contract între Comuna bisericească din Orșova și pictorul Virgil Simonescu, prin care acesta se obliga să picteze biserica din Orșova contra sumei de 237.000 lei până în primăvara/vara anului 1925. Pictura trebuia executată în stil bizantin cu aplicarea motivelor românești la ornamentică.
Opera sa majoră rămâne repictarea Catedralei Greco-Catolice din Lugoj, între 1929 și 1934, lucrare pierdută, din păcate. Pictura inițială a fost făcută la 1868 de pictorul Moritz Breyer și a fost restaurată în 1929 de Virgil Simonescu. La restaurări, pictura a fost realizată în tehnică tempera după rețetele unei fabrici de profil din Germania. Aceasta a recomandat o rețetă greșită, dar restauratorii au realizat acest lucru mult prea târziu. Din cauza erorii, s-au luat diferite măsuri de protecție, prin aerisire, ventilare și evitarea fumului, însă, din 1950, degradarea nu a mai putut fi împiedicată, accelerându-se din cauza condensului, frigului și mucegaiului. Vopseaua s-a macerat și s-a exfoliat.
Pe fațada fostei Școli de fete din Lugoj se află mozaicul „Sfântul Vasile cel Mare”, operă a lui Virgil Simonescu.
Pictorul Simonescu a executat și o serie de portrete: ale regelui și reginei pentru Curtea de Apel Timișoara și pentru tribunalele din Banat; portretul patriotului bănățean Coriolan Brediceanu, al episcopului Iuliu Hossu, ale președinților Curții de Apel Timișoara, Dr. Marta și Bălăci; al președintelui tribunalului din Lugoj și al primarului orașului Lugoj, Harambașa, etc.
A expus lucrări la o singură expoziție, cea din 1923 la Timișoara, deoarece și-a consacrat tot timpul celor 22 de biserici pe care le-a pictat până în 1924.
În anul 1907 s-a căsătorit cu Otilia Bîrlea-Jucu. Din această căsătorie are doi copii: Tuliu, și Leon.